# Скрадин

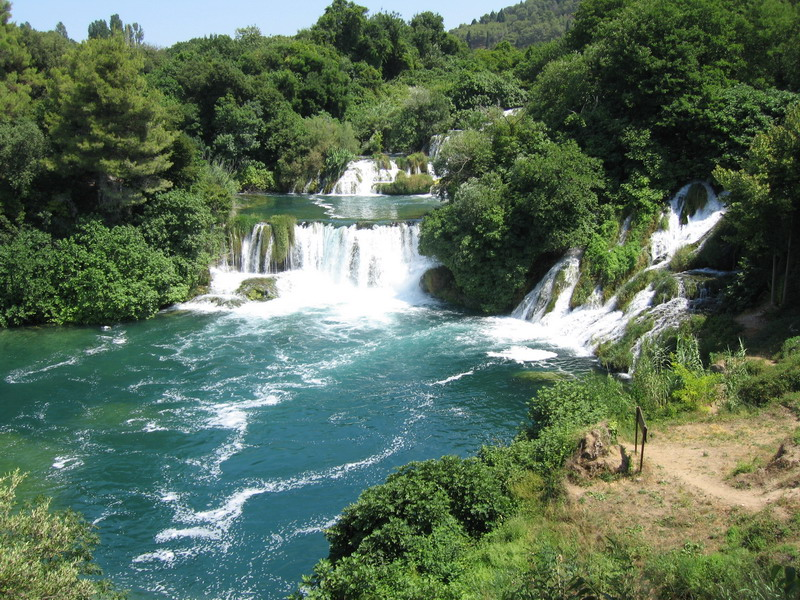
Поріг Скрадинський Бук на річці Крка

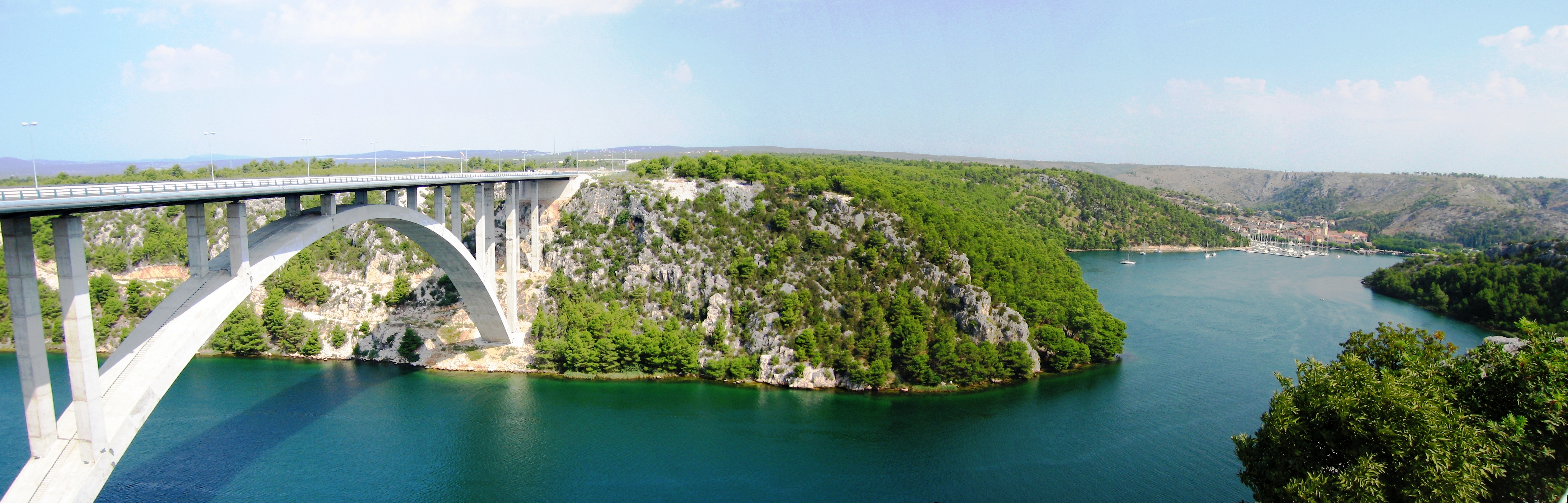
Скрадинський міст через Крку

Скра́дин (хорв. Skradin, італ. і лат. Scardona) — невелике місто в Хорватії у Шибеницько-Книнській жупанії. Розташоване поблизу річки Крка біля входу в Національний парк Крка, за 17 км від Шибеника і за 100 км від Спліта. Головним визначним місцем парку є Slapovi Krke, ряд водоспадів, найбільший з яких — Скрадинський Бук названо на честь Скрадина.

## Історія
Це було іллірійське поселення (Scardona) на рубежі між племенами делматів та лібурнів, виконуючи роль столиці останніх. Відоміше як римське місто, було адміністративним та військовим центром регіону. Під час переселення народів місто було зруйновано, але в ІХ столітті сюди перебралися племена хорватів. Теперішнє ім'я місто прибрало з Х сторіччя. Це було одне з місць проживання роду Брібір-Шубич. З 1522 по 1684 роки Скрадин перебував під владою турків, потім знову аж до 1794 року — під правлінням Венеційської республіки. Пізніше місто окупували Наполеонівські війська, зробивши частиною іллірійських провінцій Французької імперії, згодом Скрадин перейшов під владарювання Австро-Угорщини. З часом місто втратило своє значення як осереддя регіону, яке перебрав на себе Шибеник, і таким чином воно переживає застій (єпископство припинило своє існування в 1828 р.).
Скрадин і його околиці під час війни за незалежність Хорватії опинилися на лінії фронту між хорватськими та сербськими військами. Хоча сам Скрадин залишався під хорватським контролем, багато навколишніх сіл, які нині підпадають під владу міської адміністрації, протягом війни переходили з рук у руки, що викликало великі руйнування.

## Населення
Населення громади за даними перепису 2011 року становило 3 825 осіб, 1 з яких назвала рідною українську мову. Населення самого міста становило 588 осіб.
Динаміка чисельності населення громади:
Динаміка чисельності населення міста:

## Населені пункти
Крім міста Скрадин, до громади також входять: 
- Бичине
- Братишковці
- Брибир
- Цицваре
- Дубравиці
- Гориці
- Грачаць
- Ічево
- Кркович
- Ладжевці
- Меджаре
- Пираматовці
- Пластово
- Рупе
- Скрадинсько Полє
- Сонкович
- Вачани
- Велика Глава
- Жажвич
- Ждрапань

## Клімат
Середня річна температура становить 14,69°C, середня максимальна – 28,08°C, а середня мінімальна – 1,28°C. Середня річна кількість опадів – 758 мм.
| Клімат міста                                  | Клімат міста | Клімат міста | Клімат міста | Клімат міста | Клімат міста | Клімат міста | Клімат міста | Клімат міста | Клімат міста | Клімат міста | Клімат міста | Клімат міста | Клімат міста |
| Показник                                      | Січ.         | Лют.         | Бер.         | Квіт.        | Трав.        | Черв.        | Лип.         | Серп.        | Вер.         | Жовт.        | Лист.        | Груд.        |              |
| Середній максимум, °C                         | 10,53        | 11,27        | 14,06        | 17,40        | 22,36        | 26,10        | 28,08        | 27,71        | 23,44        | 19,15        | 13,79        | 10,42        |              |
| Середня температура, °C                       | 5,90         | 6,65         | 9,43         | 12,78        | 17,74        | 21,48        | 24,70        | 24,33        | 20,05        | 15,75        | 10,39        | 7,02         |              |
| Середній мінімум, °C                          | 1,28         | 2,03         | 4,82         | 8,15         | 13,11        | 16,86        | 21,31        | 20,94        | 16,67        | 12,37        | 7,00         | 3,63         |              |
| Норма опадів, мм                              | 68           | 59           | 65           | 68           | 53           | 52           | 28           | 43           | 74           | 79           | 92           | 77           |              |
| Середньомісячна швидкість вітру, м/с          | 2.43         | 2.59         | 2.79         | 2.69         | 2.36         | 2.15         | 2.20         | 2.04         | 2.18         | 2.26         | 2.74         | 2.65         |              |
| Середньомісячна сонячна радіація, кДж/м²·день | 5306         | 8053         | 11754        | 16476        | 20529        | 22988        | 24793        | 21533        | 16008        | 10332        | 5775         | 4502         |              |
| --------------------------------------------- | ------------ | ------------ | ------------ | ------------ | ------------ | ------------ | ------------ | ------------ | ------------ | ------------ | ------------ | ------------ | ------------ |
| Джерело:                                      |              |              |              |              |              |              |              |              |              |              |              |              |              |

## Цікавинки
Засновник корпорації Майкрософт Білл Гейтс щорічно відвідує Скрадин улітку. В журналі «Форбс» він назвав його своїм улюбленим місцем відпочинку у відпустці.